# 北杜市立塩川病院
北杜市立塩川病院（ほくとしりつしおかわびょういん）は山梨県北杜市にある市立病院である。

## 診療科
- 内科
- 外科
- 整形外科
- 眼科
- 泌尿器科
- 皮膚科

## その他
北杜市内には当病院のほか旧長坂町域に北杜市立甲陽病院がある。広域な北杜市において離れた場所に市立病院が2つあることは医療サービスの向上に繋がっている。一方で北杜市は慢性的な財政難に陥っており、この2つの市立病院が財政を圧迫している要因とも言われている。